# Пурпурноспинный короткоклювый колибри
Пурпурноспинный короткоклювый колибри (лат. Ramphomicron microrhynchum) — вид птиц из семейства колибри. Выделяют четыре подвида.

## Распространение
Обитают в Южной Америке, на территории Боливии, Колумбии, Эквадора, Перу и Венесуэлы.

## Описание
Достигают в длину тела около 8 см. У этих птиц самый короткий клюв среди всех колибри, всего до 5 мм в длину. У самца блестящий пурпурный верх. За глазами небольшое белое пятно. Горло сверкает золотисто-зелёным, а остальная часть нижней стороны тела переливается зелёным. Длинный раздвоенный хвост чёрный.
Окраска самки немного бледнее. Верх тела — зелёный металлик, с белыми пятнами в заглазной области. Иногда сзади на макушке появляются белые полосы. Нижняя сторона тела белая с множеством зелёных круглых крапинок. У самки относительно длинный чёрный хвост, на котором рулевые перья окрашены в белый цвет. Хвост при этом не настолько раздвоенный, как у самца.

## Биология
Полёт напоминает полёт пчел. Питаются нектаром, а также насекомыми. Самцы в присутствии самок демонстрируют ярко выраженное ухаживающее поведение.